# Praestigia eskovi
Praestigia eskovi là một loài nhện trong họ Linyphiidae.
Loài này thuộc chi Praestigia. Praestigia eskovi được Yuri M. Marusik, Gnelitsa & Koponen miêu tả năm 2008.